# David di Donatello för bästa film
David di Donatello för bästa film (italienska: David di Donatello per il miglior film) delas ut sedan 1970 som en av David di Donatellos kategorier.

## Pristagare och nominerade
Följande har tilldelats priset:

### 1970–1979
- 1970
  - Undersökning av en medborgare höjd över alla misstankar (Indagine su un cittadino al di sopra di ogni sospetto), regi Elio Petri (ex aequo)
  - Metello, regi Mauro Bolognini (ex aequo)

- 1971
  - Fascisten (Il conformista), regi Bernardo Bertolucci (ex aequo)
  - Den förbjudna trädgården (Il giardino dei Finzi-Contini), regi Vittorio De Sica (ex aequo)
  - Waterloo , regi Sergej Bondartjuk (ex aequo)

- 1972
  - Arbetarklassen kommer till paradiset (La classe operaia va in paradiso), regi Elio Petri (ex aequo)
  - Questa specie d'amore, regi Alberto Bevilacqua (ex aequo)

- 1973
  - Kärleksprovet (Alfredo Alfredo), regi Pietro Germi (ex aequo)
  - Ludwig, regi Luchino Visconti (ex aequo)

- 1974
  - Amarcord, regi Federico Fellini (ex aequo)
  - Bröd och choklad (Pane e cioccolata), regi Franco Brusati (ex aequo)

- 1975
  - Murri-skandalen (Fatti di gente perbene), regi Mauro Bolognini (ex aequo)
  - Våld och passion (Gruppo di famiglia in un interno), regi Luchino Visconti (ex aequo)

- 1976
  - Utsökta lik (Cadaveri eccellenti), regi Francesco Rosi

- 1977
  - Il deserto dei Tartari, regi Valerio Zurlini (ex aequo)
  - Un borghese piccolo piccolo, regi Mario Monicelli (ex aequo)

- 1978
  - Il prefetto di ferro, regi Pasquale Squitieri (ex aequo)
  - In nome del Papa Re, regi Luigi Magni (ex aequo)

- 1979
  - Kristus stannade i Eboli (Cristo si è fermato a Eboli), regi Francesco Rosi (ex aequo)
  - Dimenticare Venezia, regi Franco Brusati (ex aequo)
  - Träskoträdet (L'albero degli zoccoli), regi Ermanno Olmi (ex aequo)

### 1980–1989
- 1980: ej utdelat

- 1981
  - Ricomincio da tre, regi Massimo Troisi
  - Tre bröder (Tre fratelli), regi Francesco Rosi
  - Kärlekspassionen (Passione d'amore), regi Ettore Scola

- 1982
  - Borotalco, regi Carlo Verdone
  - Il marchese del grillo, regi Mario Monicelli
  - Smutstvätt (Storie di ordinaria follia), regi Marco Ferreri

- 1983
  - San Lorenzonatten (La notte di San Lorenzo), regi Paolo och Vittorio Taviani
  - Natten i Varennes (La nuit de Varennes), regi Ettore Scola
  - Colpire al cuore, regi Gianni Amelio

- 1984
  - I afton dans (Ballando ballando), regi Ettore Scola ex aequo Och skeppet går (E la nave va), regi Federico Fellini
  - Jag skulle hälsa från Picone (Mi manda Picone), regi Nanni Loy

- 1985
  - Carmen, regi Francesco Rosi
  - Uno scandalo perbene, regi Pasquale Festa Campanile
  - Kaos, regi Paolo och Vittorio Taviani

- 1986
  - Speriamo che sia femmina, regi Mario Monicelli
  - Ginger & Fred (Ginger e Fred), regi Federico Fellini
  - La messa è finita, regi Nanni Moretti

- 1987
  - Familjen (La famiglia), regii Ettore Scola
  - Regalo di Natale, regi Pupi Avati
  - Kärlekens pris (Storia d'amore), regi Francesco Maselli

- 1988
  - Den siste kejsaren (The last emperor), regi Bernardo Bertolucci
  - Intervista, regi Federico Fellini
  - Svarta ögon (Oci ciornie), regi Nikita Michalkov

- 1989
  - La leggenda del santo bevitore, regi Ermanno Olmi
  - Cinema Paradiso (Nuovo Cinema Paradiso), regi Giuseppe Tornatore
  - Francesco, regi Liliana Cavani

### 1990–1999
- 1990
  - Öppna dörrar (Porte aperte), regi Gianni Amelio
  - Palombella rossa, regi Nanni Moretti
  - Månens röst (La voce della Luna), regi Federico Fellini
  - Il male oscuro, regi Mario Monicelli
  - Förlovningsdagen (Storia di ragazzi e di ragazze), regi Pupi Avati

- 1991
  - Jag älskar soldater (Mediterraneo), regi Gabriele Salvatores ex aequo Verso sera, regi Francesca Archibugi
  - Stationen (La stazione), regi Sergio Rubini
  - La casa del sorriso, regi Marco Ferreri
  - Pärmbäraren (Il portaborse), regi Daniele Luchetti

- 1992
  - Barntjuven (Il ladro di bambini), regi Gianni Amelio
  - Il muro di gomma, regi Marco Risi
  - Maledetto il giorno che t'ho incontrato, regi Carlo Verdone

- 1993
  - Den stora pumpan (Il grande cocomero), regi Francesca Archibugi
  - Den sicilianska eskorten (La scorta), regi Ricky Tognazzi
  - Jona che visse nella balena, regi Roberto Faenza

- 1994
  - Kära dagbok (Caro diario), regi Nanni Moretti
  - Per amore, solo per amore, regi Giovanni Veronesi
  - Perdiamoci di vista, regi Carlo Verdone

- 1995
  - La scuola, regi Daniele Luchetti
  - L'amore molesto, regi Mario Martone
  - Il postino - postiljonen (Il postino), regi Michael Radford

- 1996
  - Ferie d'agosto, regi Paolo Virzì
  - Celluloide, regi Carlo Lizzani
  - Stulen skönhet (Io ballo da sola), regi Bernardo Bertolucci
  - Stjärnornas man (L'uomo delle stelle), regi Giuseppe Tornatore

- 1997
  - Fristen (La tregua), regi Francesco Rosi
  - Il ciclone, regi Leonardo Pieraccioni
  - Marianna Ucrìa, regi Roberto Faenza
  - La mia generazione, regi Wilma Labate
  - Nirvana, regi Gabriele Salvatores

- 1998
  - Livet är underbart (La vita è bella), regi Roberto Benigni
  - Ovosodo, regi Paolo Virzì
  - Aprile, regi Nanni Moretti

- 1999
  - Fuori dal mondo, regi Giuseppe Piccioni
  - Pianisten (La leggenda del pianista sull'oceano), regi Giuseppe Tornatore
  - L'assedio, regi Bernardo Bertolucci

### 2000–2009
- 2000
  - Pane e tulipani: på flykt till kärleken (Pane e tulipani), regi Silvio Soldini
  - Canone inverso - making love, regi Ricky Tognazzi
  - Garage Olimpo, regi Marco Bechis

- 2001
  - Ett rum i våra hjärtan (La stanza del figlio), regi Nanni Moretti
  - I cento passi, regi Marco Tullio Giordana
  - Sista kyssen (L'ultimo bacio), regi Gabriele Muccino

- 2002
  - I vapnens tjänst (Il mestiere delle armi), regi Ermanno Olmi
  - Brucio nel vento, regi Silvio Soldini
  - Luce dei miei occhi, regi Giuseppe Piccioni

- 2003
  - La finestra di fronte, regi Ferzan Ozpetek
  - L'imbalsamatore, regi Matteo Garrone
  - L'ora di religione, regi Marco Bellocchio
  - Respiro, regi Emanuele Crialese
  - Ricordati di me, regi Gabriele Muccino

- 2004
  - De bästa åren (La meglio gioventù), regi Marco Tullio Giordana
  - Buongiorno, notte, regi Marco Bellocchio
  - Che ne sarà di noi, regi Giovanni Veronesi
  - Jag är inte rädd (Io non ho paura), regi Gabriele Salvatores
  - Stanna här (Non ti muovere), regi Sergio Castellitto

- 2005
  - Le conseguenze dell'amore, regi Paolo Sorrentino
  - Certi bambini, regi Andrea e Antonio Frazzi
  - Le chiavi di casa, regi Gianni Amelio
  - Cuore sacro, regi Ferzan Ozpetek
  - Manuale d'amore, regi Giovanni Veronesi

- 2006
  - Kajmanen - B-filmarens revansch (Il caimano), regi Nanni Moretti
  - Il mio miglior nemico, regi Carlo Verdone
  - Notte prima degli esami, regi Fausto Brizzi
  - Romanzo criminale, regi Michele Placido
  - La terra, regi Sergio Rubini

- 2007
  - Dold identitet (La sconosciuta), regi Giuseppe Tornatore
  - Allt om min pappa (Anche libero va bene), regi Kim Rossi Stuart
  - Centochiodi, regi Ermanno Olmi
  - Min bror är enda barnet (Mio fratello è figlio unico), regi Daniele Luchetti
  - Den nya världen (Nuovomondo), regi Emanuele Crialese

- 2008
  - Flickan vid sjön (La ragazza del lago), regi Andrea Molaioli
  - Caos calmo, regi Antonello Grimaldi
  - Giorni e nuvole, regi Silvio Soldini
  - La giusta distanza, regi Carlo Mazzacurati
  - Il vento fa il suo giro, regi Giorgio Diritti

- 2009
  - Gomorra, regi Matteo Garrone
  - Il divo, regi Paolo Sorrentino
  - Ex, regi Fausto Brizzi
  - Tutta la vita davanti, regi Paolo Virzì
  - Si può fare, regi Giulio Manfredonia

### 2010–2019
- 2010
  - L'uomo che verrà, regi Giorgio Diritti
  - Baarìa, regi Giuseppe Tornatore
  - La prima cosa bella, regi Paolo Virzì
  - En italiensk familj på gränsen till sammanbrott (Mine vaganti), regi Ferzan Ozpetek
  - Vincere, regi Marco Bellocchio

- 2011
  - Noi credevamo, regi Mario Martone
  - Basilicata coast to coast, regi Rocco Papaleo
  - Benvenuti al Sud, regi Luca Miniero
  - La nostra vita, regi Daniele Luchetti
  - Una vita tranquilla, regi Claudio Cupellini

- 2012
  - Caesar måste dö (Cesare deve morire), regi Paolo och Vittorio Taviani
  - Vi har en påve! (Habemus Papam), regi Nanni Moretti
  - Romanzo di una strage, regi Marco Tullio Giordana
  - Terraferma, regi Emanuele Crialese
  - This must be the place, regi Paolo Sorrentino

- 2013
  - The Best Offer (La migliore offerta), regi Giuseppe Tornatore
  - Diaz - don't clean up this blood, regi Daniele Vicari
  - Educazione siberiana, regi Gabriele Salvatores
  - Io e te, regi Bernardo Bertolucci
  - Viva la libertà, regi Roberto Andò

- 2014
  - Girighetens pris (Il capitale umano), regi Paolo Virzì
  - Den stora skönheten (La grande bellezza), regi Paolo Sorrentino
  - La mafia uccide solo d'estate, regi Pierfrancesco Diliberto
  - La sedia della felicità, regi Carlo Mazzacurati
  - Smetto quando voglio, regi Sydney Sibilia

- 2015
  - Anime nere, regi Francesco Munzi
  - Hungry hearts, regi Saverio Costanzo
  - Leopardi (Il giovane favoloso), Mario Martone
  - Mia madre, Nanni Moretti
  - Torneranno i prati, Ermanno Olmi

- 2016
  - Vad döljer du för mig? (Perfetti sconosciuti), regi Paolo Genovese
  - Bortom Lampedusa (Fuocoammare), regi Gianfranco Rosi
  - Tale of tales (Il racconto dei racconti – tale of tales), regi Matteo Garrone
  - Non essere cattivo, regi Claudio Caligari
  - Youth (Youth – la giovinezza), regi Paolo Sorrentino

- 2017
  - Galna av lycka (La pazza gioia), regi Paolo Virzì
  - Minnen av min mamma (Fai bei sogni), regi Marco Bellocchio
  - Fiore, regi Claudio Giovannesi
  - Indivisibili, regi Edoardo De Angelis
  - Veloce come il vento, regi Matteo Rovere

- 2018
  - Ammore e malavita, regi Manetti Bros.
  - A Ciambra - Berättelsen om Pio (A Ciambra), regi Jonas Carpignano
  - Gatta Cenerentola, regi Alessandro Rak, Ivan Cappiello, Marino Guarnieri och Dario Sansone
  - Ömheten – La tenerezza (La tenerezza), regi Gianni Amelio
  - Nico, 1988, regi Susanna Nicchiarelli

- 2019
  - Dogman, regi Matteo Garrone
  - Call Me by Your Name (Chiamami col tuo nome), regi Luca Guadagnino
  - Euforia, regi Valeria Golino
  - Lycklig som Lazzaro (Lazzaro felice), regi Alice Rohrwacher
  - På min hud (Sulla mia pelle), regi Alessio Cremonini

### 2020–2029
- 2020
  - The Traitor (Il traditore), regi Marco Bellocchio
  - Il primo re, regi Matteo Rovere
  - Camorrans barn (La paranza dei bambini), regi Claudio Giovannesi
  - Martin Eden, regi Pietro Marcello
  - Pinocchio, regi Matteo Garrone

- 2021
  - Volevo nascondermi, regi Giorgio Diritti
  - Favolacce, regi Damiano och Fabio D'Innocenzo
  - Hammamet, regi Gianni Amelio
  - The Macaluso Sisters (Le sorelle Macaluso), regi Emma Dante
  - Miss Marx, regi Susanna Nicchiarelli

- 2022
  - Guds hand (È stata la mano di Dio), regi Paolo Sorrentino
  - The Inner Cage (Ariaferma), regi Leonardo Di Costanzo
  - Ennio: The Maestro (Ennio), regi Giuseppe Tornatore
  - Freaks Out, regi Gabriele Mainetti
  - Qui rido io, regi Mario Martone

- 2023
  - De åtta bergen (Le otto montagne), regi Felix Van Groeningen och Charlotte Vandermeersch
  - Esterno notte, regi Marco Bellocchio
  - Il signore delle formiche, regi Gianni Amelio
  - La stranezza, regi Roberto Andò
  - Nostalgia, regi Mario Martone

- 2024
  - Kaptenen (Io capitano), regi Matteo Garrone
  - Det finns alltid en morgondag (C'è ancora domani), regi Paola Cortellesi
  - Il sol dell'avvenire, regi Nanni Moretti
  - Chimären (La chimera), regi Alice Rohrwacher
  - Rapito, regi Marco Bellocchio